# Liste der Erzbischöfe von Mérida-Badajoz
Die folgenden Personen waren Bischöfe und Erzbischöfe von Mérida-Badajoz (Spanien):

## Erzbischöfe von Mérida
- Marcial (252?–255)
- Felix (255–2..)
- Liberio (295 bis um 314)
- Florencio (ca. 321–357)
- Hydatius (Idacio) (379–386)
- Patruino (385–402)
- Gregor (402-4..)
- Antonino (445–449)
- Zenon (483–492)
- Paul (530–560)
- Fidel (560–571)
- Masona (ca. 571–582?) (1. Mal)
- Sunna (Arriano) (582-5..)
- Nepopis (582?–585/6)
- Masona (585/6–606) (2. Mal)
- Innozenz (606–616)
- Renovato (616–632)
- Esteban I. (632–637)
- Oroncio (638–665)
- Proficio (665–671)
- Festo (671–681)
- Esteban II. (681–685)
- Maximo (688 bis ca. 693)
- Ascárico? (790)
- Ariulfo (um 828 bis ca. 862)

## Bischöfe von Badajoz
- Teudocuto (um 904)
- Julio (um 932)
- Daniel (um 1000)
- Pedro Pérez (1255)
- Lorenzo Suárez (1264)
- Gil Colonia (1282–1285)
- Juan (1286)
- Alfonso (1287)
- Gil Ruiz (1290–1295)
- Bernardo (1300)
- Simon (1309–1324)
- Bernabé (1324–1329)
- Juan de Morales (1329–1335)
- Fernando (1335–1341)
- Juan (1353)
- Alfonso Fernando de Toledo y Vargas (1353–1354)
- Juan García (1354–1373)
- Fernando Sánchez (1373–1378)
- Fernando Suárez de Figueroa (1379–1398)
- Gonzalo de Alba (1407–1408)
- Diego Badán (1409–1415)
- Juan de Villalón (1415–1418)
- Juan de Morales (1461–1470)
- Nicolás Gómez de Figueroa (1479–1485)
- Pedro Ximénez de Prexamo (1486–1489)
- Bernardino López de Carvajal (1489–1493)
- Juan Ruiz de Medina (1493–1495)
- Juan Rodríguez de Fonseca (1495–1499)
- Alfonso Manrique de Lara (1499–1516) (auch Bischof von Córdoba, Haus Manrique de Lara)
- Pedro Ruiz de la Mota, O.S.B. (1516–1520) (auch Bischof von Palencia)
- Bernardo de Mesa, O.P. (1521–1524)
- Pedro Gómez Sarmiento de Villandrando (1524–1525) (auch Bischof von Palencia)
- Pedro González Manso (1525–1532) (auch Bischof von Osma)
- Jerónimo Suárez Maldonado (1532–1545)
- Francisco de Navarra y Hualde (1545–1556) (auch Erzbischof von Valencia)
- Cristóbal Rojas Sandoval (1556–1562) (auch Bischof von Córdoba)
- St. Juan de Ribera (1562–1568) (auch Erzbischof von Valencia)
- Diego de Simancas (1568–1578) (auch Bischof von Zamora)
- Diego Gómez de Lamadrid, O.SS.T. (1578–1601)
- Andrés Fernández de Córdoba y Carvajal (1602–1611)
- Juan Beltrán Guevara y Figueroa (1611–1615) (auch Erzbischof von Santiago de Compostela)
- Cristóbal Lobera Torres (1615–1618) (auch Bischof von Osma)
- Pedro Fernández Zorrilla (1618–1627) (auch Bischof von Pamplona)
- Juan Roco Campofrío, O.S.B. (1627–1632) (auch Bischof von Coria)
- Gabriel Ortiz Sotomayor (1635–1640)
- José Valle de la Cerda, O.S.B. (1640–1644)
- Ángel Manrique, O.Cist. (1645–1649)
- Diego López de la Vega (1649–1658)
- Diego del Castillo (1658)
- Gabriel de Esparza (1659–1662)
- Jerónimo Rodríguez de Valderas (1662–1668)
- Francisco de Rois y Mendoza (1668–1673)
- Francisco de Lara (1673)
- Agustín Antolinez (1675–1677)
- Juan Herrero Jaraba (1677–1681)
- Juan Marín y Rodezno (1681–1706)
- Francisco Valero Losa (1707–1715) (auch Erzbischof von Toledo)
- Pedro Francisco Levanto Vivaldo (1715–1729)
- Amador Merino Malaguilla (1730–1755)
- Manuel Pérez Minayo (1755–1779)
- Santiago Palmero (1780–1781)
- Alfonso Solís Grajera, O.S. (1783–1797)
- Gabriel Alvarez Faria (1797–1802)
- Mateo Delgado Moreno (1802–1841)
- Francisco Javier Rodríguez Obregón (1847–1853)
- Manuel García Gil, O.P. (1853–1858) (auch Erzbischof von Saragossa)
- Diego Mariano Alguacil Rodríguez (1858–1861) (auch Bischof von Vitoria)
- Pantaleón Montserrat Navarro (1862–1863) (auch Bischof von Barcelona)
- Joaquín Hernández Herrero (1863–1865) (auch Bischof von Segorbe)
- Fernando Ramírez Vázquez (1865–1890)
- Francisco Sáenz de Urturi y Crespo, O.F.M. (1891–1894) (auch Erzbischof von Santiago de Cuba)
- Ramón Torrijos y Gómez (1894–1903)
- José Hevía y Campomanes (1903–1904)
- Félix Soto y Mancera (1904–1910)
- Adolfo Pérez y Muñoz (1913–1920) (auch Bischof von Córdoba)
- Ramón Pérez y Rodríguez (1920–1929) (auch Militärbischof)
- José Maria Alcaráz y Alenda (1930–1971)
- Doroteo Fernández y Fernández (1971–1979)
- Antonio Montero Moreno (1980–1994)

## Erzbischöfe von Mérida-Badajoz
- Antonio Montero Moreno (1994–2004)
- Santiago García Aracil (2004–2015)
- Celso Morga Iruzubieta (2015–2024)
- José Rodríguez Carballo OFM (seit 2024)